# Elymniopsis intermedia
Elymniopsis intermedia är en fjärilsart som beskrevs av Aurivillius 1898. Elymniopsis intermedia ingår i släktet Elymniopsis och familjen praktfjärilar. Inga underarter finns listade i Catalogue of Life.